# Starlite
Starlite là vật liệu được cho là có khả năng chịu được và cách điện ở nhiệt độ cực cao. Nó đã được phát minh bởi nhà hóa học nghiệp dư và thợ làm tóc Maurice Ward (1933-2011) trong thập niên 1970 và 1980, và đã nhận được nhiều sự công khai vào năm 1993 nhờ sự bao phủ của chương trình khoa học và công nghệ Tomorrow's World. Tên gọi Starlite được đặt bởi cháu gái của Ward, Kimberly.
Mặc dù có sự quan tâm của NASA và các công ty công nghệ lớn khác, Ward chưa bao giờ tiết lộ thành phần của Starlite, mà người ta vẫn chưa biết thành phần của vật liệu này là gì. Ward đã từng đề cập đến việc gia đình ông biết quá trình chế tạo, nhưng sau khi ông qua đời, cả vợ và con gái ông cũng không thể sản xuất ra bất kỳ mẫu nào để chứng minh rằng họ biết quá trình này.

## Đặc tính
Theo các bài kiểm tra, Starlite được cho là có khả năng chịu được sức công phá của chùm tia laze có thể tạo ra nhiệt độ 10.000 độ C. Các lần biểu diễn trực tiếp trên  Tomorrow's World và BBC Radio 4 cho thấy Starlite có thể giữ một quả trứng (được phủ trong vật liệu) thô này, đủ mát cầm được bằng tay trần, thậm chí ngay sau 5 phút quả trứng có vỏ bọc chất liệu này bị nung bởi đèn khò. Nó cũng ngăn chặn sức nóng của đèn khò gây hại bàn tay con người.
Cựu cố vấn khoa học cho Bộ Quốc phòng Ronaldo Mason lưu ý, "Đôi khi Maurice nói chuyện vớ vẩn về khoa học, nhưng đây thực sự là tài liệu đáng chú ý nhất".
Nhà khoa học vật liệu Mark Miodownik mô tả Starlite là một trong những tài liệu mà ông thích nhất cho mình.

## Thương mại hóa
Ward cho phép các tổ chức khác nhau như Cơ sở Vũ trụ Nguyên tử và ICI tiến hành kiểm tra mẫu, nhưng không cho phép họ giữ mẫu vì sợ kỹ thuật đảo ngược. Ward cho rằng sáng chế của ông trị giá hàng tỉ đô la và ông khẳng định ông vẫn giữ 51% quyền sở hữu công thức - một động thái có thể gây trở ngại cho việc thương mại hoá của Starlite.
Mặc dù Ward tuyên bố thảo luận với các tổ chức khác nhau như NASA, ông đã rất bảo vệ thành phần vật liệu vì sợ mất quyền kiểm soát các tài liệu (thậm chí không để mẫu ra khỏi tầm nhìn của mình). Đến thời điểm ông qua đời vào tháng 5 năm 2011, có vẻ như không có thương mại hoá nào đối với Starlite, và thành phần của vật liệu này đã không được công bố rộng rãi. Theo một phát sóng năm 2016 của chương trình BBC The Naked Scientists, Ward đã giữ bí mật về vật liệu này cho riêng mình khi ông qua đời.

## Thành phần
Thành phần của Starlite là bí mật được bảo vệ chặt chẽ, nhưng nó được cho là có chứa nhiều loại polyme và co-polymer khác nhau (hữu cơ) và các chất phụ gia vô cơ, bao gồm borat và một số lượng nhỏ gốm sứ và các thành phần đặc biệt khác - lên đến 21. Có lẽ độc nhất đối với một vật liệu được cho là có tính chịu nhiệt và chống nổ, nó được cho là không hoàn toàn vô cơ, nhưng lên đến 90% hữu cơ.